# Фільштинський Ісаак Мойсейович
Ісаак Мойсейович Фільштинський (7 жовтня 1918, Харків, Українська Народна Республіка — 18 жовтня 2013, Москва, Росія) — радянський та російський історик-сходознавець, арабіст, літературознавець, філолог. Доктор історичних наук, професор. Один з авторів «Радянської історичної енциклопедії» та «Історії всесвітньої літератури».
У роки Великої Вітчизняної війни вивчав китайську, а тоді й арабську мови у Військовому інституті іноземних мов. Захистивши кандидатський дисертацію, присвячену Єгипетському еялету. У 1949 році був репресований, однак після реабілітований. Працював у Інституті сходознавства АН СРСР, брав участь у дисидентському русі. У 1993 захистив докторський дисертацію, працюючи при цьому в Інституті країн Азії та Африки МГУ. Автор робіт, присвячених арабської культури, література і історія, а також перекладів арабських творів, включаючи «Тисячу й одну ніч».

## Біографія

### Ранні роки
Народився 7 жовтня 1918 року в Харкові, який тоді був частиною незалежної Української Народної Республіки, в родині інженера єврейського походження Мойсея Ісааковича Фільштинського. Через два роки після народження сина сім'я переїхала до Москви. У дитинстві любив читати твори німецького антикознавця Теодора Моммзена. Спочатку закінчив спеціальну середню школу з поглибленим вивченням німецької мови, а в 1941 році — відділення археології історичного факультету Московського інституту філософії, літератури та історії, де подружився з П. Д. Коганом, Д. С. Самойловим, Е. М. Мелетинським, Г. С. Померанцем, Л. Л. Лунгіною.

### Навчання і тюремний термін. Дисидентство
Під час Великої Вітчизняної війни Фільштинський не потрапив на фронт та був направлений на спеціальні курси військової підготовки, звідки його, як поліглот, направили на вивчення китайської мови в Військовий інститут іноземних мов, де через два тижні був переведений на арабське відділення, яке закінчив у 1946 році, пройшовши навчання в арабіста Х.&nbsp;К. Баранова. Після цього Ісаак закінчив аспірантуру і захистив дисертацію на здобуття наукового ступеня кандидата історичних наук про Єгипет часів експедиції Наполеона Бонапарта, яку пізніше професор Інституту країн Азії та Африки МДУ Ф. М. Ацамба назвала науковим подвигом і»ремеслом історика, доведеним до ступеня мистецтва". Додатком до дисертації став переклад важкої хроніки Абдуррахмана аль-Джабарті «Дивовижна історія минулого в життєписах і хроніці подій», який став класикою університетської арабістики.
У 1949 році, бувши викладачем Військового інституту іноземних мов, став жертвою масових репресій: був заарештований і засуджений на десять років таборів за статтею 58.10 КК РРФСР з переглядом пізніше на 59.7 КК РРФСР (»розпалювання національної ворожнечі"). Відбував термін в Каргопольлагу в Архангельської області разом з фольклористом Е. М. Мелетинським і філософом Г. С. Померанцем, які стали його близькими друзями. У 1955 році звільнений за амністією, у 1957 році реабілітований. Між звільненням та реабілітацією працював у Бібліотеці іноземної літератури. У 1958 — 1978 — співробітник Інституту сходознавства АН СРСР.
Був безпосереднім учасником дисидентського руху. Влаштовував квартирники Галича, де проводилися перші публічні читання табірних творів А. І. Солженіцина. Крім того займався самвидав цих творів. Вдома у Фільштинського гостювали Ю. М. Лотман, Ю. А. Левада, А. Я. Гуревич, В. В. Єрофєєв, А. А. Амальрік, І. А. Бродський.

### Наукова діяльність
У 1960-х роках Фільштинський брав участь у написанні «Радянської історичної енциклопедії», написавши, зокрема, статтю про аль-Джабарті. У 1968 році на захист Гінзбурга разом зі своєю дружиною Ганною Соломонівною (Рапопорт) написав листа О. Н. Косигіну. У 1968 році відсторонений від викладацької роботи в Інституті країн Азії та Африки при Московському державному університеті (ІСАА МДУ). Фільштинського до свого відходу з поста від засудження захищав директор Інституту сходознавства Б. Г. Гафуров. У 1978 році після обшуку на квартирі з вилученням самвидавської літератури звільнений з Інституту сходознавства новим директором Є. М. Примаковим. Потім Фільштинський написав про цей час «під мелькання пропащих років, в очікуванні все нових бід, я тягнув свій порожній квиток, з того часу, як побачив світ».
У 1980-х роках Фільштинський брав участь у написанні фундаментальної 8-томної праці «Історія всесвітньої літератури», написавши, зокрема, главу про «Тисячі й однієї ночі». Надалі, ще перебуваючи в опалі, отримав замовлення від видавництва «Наука» на написання історії середньовічної арабської літератури, що знайшло своє відображення двотомника «Історія арабської літератури V—X ст.» й «Історія арабської літератури X—XVIII ст.» — opus magnum Фільштинського, який до моменту його смерті так і не здобув собі рівних за охопленням матеріалу.
У своїй праці «Історія арабської літератури» Ілля Фільштинський охоплює розвиток арабської літератури від X до XVIII століття нашої ери. Автор приділяє значну увагу творчості видатних поетів, таких як Аль-Мутанаббі, відомий своєю піднесеною поезією, та Аль-Мааррі, чия спадщина вирізняється філософською глибиною та скептицизмом. Окремі розділи присвячено епістолярній літературі, різним жанрам, а також макамату – жанру римованої прози з віршованими вставками, зокрема творам Аль-Хамадані та Аль-Харірі. Фільштинський також детально аналізує суфійську літературу, представлену Ібн Арабі та Ібн Аль-Фарідом, а також творчість поетів і прозаїків пізніших епох. Крім того, у книзі розглянуто питання літературної критики, розвиток оповіді та народних казок, серед яких «Біографія Антара» та «Біографія Сайфа». 
Завдяки систематичному викладу та широкому охопленню тем праця є вагомим внеском у вивчення історії арабської літератури.З 1992 року, після розпаду СРСР, Ісаак знову став викладати в ІСАА при МДУ імені М. В. Ломоносова, читаючи лекції з арабської літератури й суфізму.
У 1993 році в ІСАА Фільштинський захистив дисертацію у вигляді наукової доповіді на здобуття наукового ступеня доктора історичних наук за темою «Соціокультурна функція словесного мистецтва в середньовічному арабо-мусульманському суспільстві» «(спеціальність 07.00.03 — »Загальна історія"). Офіційні опоненти — доктор філософських наук, професор Е.&nbsp;В. Завадська (Виноградова), доктор історичних наук І. М. Смілянська, доктор історичних наук, професор Л. А. Фрідман. Провідна установа — Інститут загальної історії РАН. У 2008 році удостоєний фестшріфта.
Серед учнів і. м. Фільштинського — А. Б. Куделін, В. В. Наумкін, І. М. Смілянська, Д. В. Микульський, В. А. Кузнєцов.

## Роботи

### Монографія
- Фильштинский И. М.; Шидфар Б. Я. Очерк арабо-мусульманской культуры VII—XII вв. — М. : Издательство Академии наук СССР, 1971. — 258 с.
- Арабская средневековая культура и литература / составитель И. М. Фильштинский. Под ред. Д. В. Фролова. — М. : Наука, 1978. — 214 с.
- История арабской литературы. В 2-х книгах. 1-е изд. — М.: ГРВЛ, 1985—1991; 2-е изд. — М.: URSS, 2010.
  - Фильштинский И. М. История арабской литературы V — начала X вв / под ред. Б. Я. Шидфар. — М. : Главная редакция восточной литературы издательства «Наука», 1985. — 528 с. — (История литератур Востока)
  - Фильштинский И. М. История арабской литературы X—XVIII вв. — М. : Главная редакция восточной литературы издательства «Наука», 1991. — 400 с. — (История литератур Востока)
- Фильштинский И. М. Халифат под властью династии Омейядов (661—750). — М. : Северо-принт, 2005. — 232 с. — 1000 прим. — ISBN 5-900939-33-2.
- Фильштинский И. М. История арабов и халифата (750—1517). — 3-е, доп. и испр. — М.; СПб. : АСТ; Восток-Запад, 2006. — 352 с. — (Историческая библиотека) — 1500 прим. — ISBN 5-17-039553-1.
- Фильштинский И. М. Арабы и Халифат / под ред. М. Кузьмина. — М. : Ломоносовъ, 2022. — 240 с. — (История. География. Этнография) — 1500 прим. — ISBN 978-5-91678-746-7.

Упорядник, автор вступних статей і приміток до книг знаменитої серії «Вибрані казки, оповідання та повісті з "Тисячі і однієї ночі"»(вид-во "«Правда», М., 1986), до збірки входять:
- "Халіф на годину»
- «Синдбад-мореплавець»
- "Царевич Камар аз-Заман і Царівна Будур»
- "Маруф-черевичник»

### Переклади
- аль-Джабарти. Удивительная история прошлого в жизнеописаниях и хронике событий : у 3 т. / перевод, редакция и примечания И. М. Фильштинский. — М. : Главная редакция восточной литературы издательства «Наука», 1962.
- Ал-Джабарти Абд ар-Рахман. Египет в период экспедиции Бонапарта (1798—1801) / пер. предисл. и прим. И. М. Фильштинский. — М. : Наука. Главная редакция восточной литературы, 1962. — 533 с.
- аль-Асмаи. Жизнь и подвиги Антары (Сират Антар) / перевод и редакция И. М. Фильштинский и Б. Я. Шидфар. Вступительная статья И. М. Фильштинский. — М. : Главная редакция восточной литературы издательства «Наука», 1968. — 456 с.
- Жизнеописание Сайфа сына царя Зу Язана (Сират Сайф ибн Зу Язан)[en] / перевод и редакция И. М. Фильштинский и Б. Я. Шидфар. — М. : Главная редакция восточной литературы издательства «Наука», 1975. — 610 с.
- Ат-Танухи. Занимательные истории и примечательные события из рассказов собеседников / перевод и редакция И. М. Фильштинский. — М. : Главная редакция восточной литературы издательства «Наука», 1985. — 304 с.

### Мемуари
- Фильштинский И. М. Мы шагаем под конвоем. Рассказы из лагерной жизни. — 2-е изд. — М. : Христианское издательство, 1997. — 338 с. 1-е изд. — 1994; 3-е изд. — 2005.